# Nouveaux écosystèmes
Le concept de nouveaux écosystèmes,, traduction de novel ecosystems, parfois appelés emerging ecosystems ou no-analog communities, désigne des écosystèmes altérés par les êtres humains et caractérisés par des combinaisons inédites d’espèces.

## Origine du concept et définition
Le terme novel ecosystems apparaît dans un article par Hobbs et al. publié en 2006. Il s’agit de la première tentative de formalisation du concept. Depuis, d’autres auteurs en ont offert leur propre définition,,, et Hobbs et ses co-auteurs ont développé le concept en 2013 dans un ouvrage associé à un site internet « compagnon » proposant des ressources additionnelles.  Il n’existe pas de consensus au sein de la communauté scientifique quant à la définition du terme. Cependant, les définitions proposées ont en commun les éléments suivants : 
- Les nouveaux écosystèmes hébergent des combinaisons d’espèces (ou des combinaisons d’espèces et de conditions abiotiques) qui n’ont jamais existé auparavant[12]. Ces communautés peuvent être composées d’espèces n’ayant jamais été en présence les unes des autres ou d’espèces coexistant déjà, mais retrouvées dans des proportions inédites[4]. Ce critère, celui de la nouveauté (novelty), est le seul qui fasse l’unanimité chez les auteurs ayant défini le concept[12].
- Ils se sont constitués sous l’influence de facteurs anthropiques tels que l’enrichissement des sols, l’introduction d’espèces exotiques, les changements climatiques, etc.[6] Ils peuvent résulter de l’altération, volontaire ou involontaire, d’écosystèmes précédemment considérés comme sauvages ou de l’abandon de systèmes intensément gérés par les humains, par exemple de terres agricoles[6].
- Ils persistent sans l’intervention humaine (ils sont, en anglais, self-sustaining)[6].
- Le terme est réservé à des écosystèmes ayant franchi un ou plusieurs seuils (thresholds) au-delà desquels le retour aux conditions qui prévalaient avant qu’ils soient perturbés par les activités humaines n’est plus possible[8].

## Applications dans le domaine de la conservation

### Littérature scientifique
Le concept de nouveaux-écosystèmes a connu un nombre croissant de mentions dans la littérature scientifique. En effet, la popularité du terme en a fait un domaine de recherche d’intérêt particulier. L'intérêt pour le concept est en grande partie dû au fait que les nouveaux écosystèmes sont retrouvés de plus en plus fréquemment dans la nature globalement,. Il devient de plus en plus évident que les approches traditionnelles de restauration et de conservation ne sont pas adaptées à des systèmes sujets à des conditions influencées, voire dégradés, par l’activité humaine. Or, pour réconcilier l’approche traditionnelle de l’écologie avec une réalité contemporaine, la poussée vers l’avant de la recherche des nouveaux-écosystèmes est souvent classée d’écologie appliquée. De plus, la communauté scientifique est également sujette à des pressions socio-économiques pour approfondir la compréhension de ces écosystèmes, dont l’écologie appliquée permet une analyse plus pratique et englobante.
Ces notions sont particulièrement présentes en écologie urbaine, qui traite de l'émergence d’écosystèmes nouveaux au sein des villes et leurs phytocénoses et zoocénoses recomposées voire inédites.

### Politique et gestion
Dans le domaine de la politique et de la gestion des écosystèmes, le facteur le plus souvent pris en compte est celui des services écosystémiques. Or, pour pouvoir prendre la décision la plus appropriée, les individus chargés de la prise de décisions sociales et écologiques doivent prendre en compte les divers coûts et implications de la décision en question. Dans le cas des nouveaux écosystèmes, les publications et projets de recherche scientifique sont souvent utilisés pour déterminer quels sont les services écosystémiques propres à cet écosystème, et les valeurs économiques et qualitatives dont bénéficierait la communauté humaine. De plus, pour la gestion sociale des écosystèmes, plusieurs questions doivent être adressées, dont la priorité de gestion (par exemple: la priorité de conservation est-elle de protéger la biodiversité, de maintenir ou développer des services, ou bien encore de développer l’écosystème en question pour en soutirer des services additionnels) et le bien-être humain,. 
Également, les approches traditionnelles de conservation et restauration des écosystèmes sont habituellement basées sur des modèles historiques d’écosystèmes dits sauvages. Or, les écosystèmes sont toujours à la merci des conditions et des variations anthropogéniques ou naturelles. Ainsi, le but de restaurer les écosystèmes précédant les influences humaines n’est pas réellement atteignable, puisque la question de nature idéale est basée dans le contexte sociale de la communauté en question. 
Puisque la transition des écosystèmes à l'échelle globale tend vers les nouveaux écosystèmes, les changements dans les services écosystémiques disponibles aux communautés humaines se font ressentir. Il y a donc appel à un système de gestion basés sur les valeurs qui apportent un écosystème à la communauté, ce qui incluent ultimement la conservation de cet écosystème, en ajout aux valeurs socio-économiques, car le tout est basé dans le contexte social de la communauté,,.